# Бетманове
Бе́тманове (до 2016 — селище Кра́сний Партиза́н) — селище Очеретинської селищної громади Покровського району Донецької області, в Україні. Населення становить 913 осіб.

## Загальні відомості
Відстань до райцентру становить близько 9 км і проходить автошляхом місцевого значення.
Землі села межують із територією селища Ясинівка Кіровського району Макіївки Донецької області.
Через селище проходить автошлях E50.

## Назва
У другій половині XIX ст. населений пункт носив назву хутір Батманка (від назви річки Батманівка). На честь власника цих земель земського начальника Михайла Пестерова перейменований на Михайлівку.
У 1923 році депутати Авдіївської волості клопотали про повернення назви «Батманка», але було прийняте рішення назвати хутір — Червоний (Красний) Партизан (рос. Красный Партизан).
12 травня 2016 року Верховна Рада України затвердила перейменування селища на Бетманове.
Селище перейменували на честь командира Української повстанської армії (УПА) Володимира Бетмана, що символізує національний спротив і прагнення до незалежности, на відміну від радянських назв, що мали інші політичні контексти.
Процес декомунізації мав на меті не лише відновити історичну справедливість, але й забезпечити власну національну ідентичність і культуру в топоніміці України. Володимир Бетман загинув, як вважається, в боях за Україну на Донеччині, і його ім’я увічнили в назві селища як символ незалежности та патріотизму.

## Історія
13 вересня 2014 року у бою під Бетмановим загинули вояки 93-ї бригади сержант Олексій Драган та солдат Володимир Серебринський. 22 січня 2015 року російські збройні формування на бронетехніці заїхали у селище Красний Партизан, де знаходився блокпост зі взводом 20-го окремого мотопіхотного батальйону. 20 оборонців блокпосту, незважаючи на чисельну перевагу противника — до роти, яких з іншого боку посилювали танки, відбивалися дві години. Згодом терористи свідчили, що старший лейтенант Колісник, бився до кінця та загинув як герой. Коли закінчилися набої, ВС РФ запропонували воякам здатися, але Колісник відмовився та віддав наказ відступати, сам же не покинув позиції. 9 українських вояків терористи полонили. Завдяки мужності вояків військові на інших блокпостах мали змогу мобілізуватися та ускладнили шлях терористів, котрі намагалися безперешкодно проїхати з Донецька в Горлівку. Капелан 20-го батальйону отець Дмитро Поворотний вивіз з окупованої території тіла Колісника, молодшого сержанта Романа Сеха, солдата Сергія Слісаренка, молодшого сержанта Альберта Саруханяна.
Під час перебігу російсько-української війни селище вважалося «нейтральною територією». Станом на ранок 24 січня 2015 року з'явилася інформація про те, що селище Красний Партизан відійшло під контроль російсько-терористичних військ. Пізніше ця інформація підтвердилася.
Станом на 14 листопада 2021 селище контролюють сепаратисти.

## Символіка
Офіційний герб селища Бетманове було затверджено 17 лютого 2004 року, автор - Володимир Мартиненко.
Поле щита скошено праворуч золотом і зеленим кольором. Червоний перев'яз обтяжений золотим колосом. У верхній частині щита зображено ґроно калини із зеленим листом і червоними ягодами. У нижній частині зображена срібна качка із золотим дзьобом.
Червоний перев'яз – промовистий символ назви Красний Партизан.
Перев'яз символізує червону смужку на головних уборах партизанів під час Другої світової війни. Срібна качка у зеленому полі – символ розвиненого сільського господарства села, а також знак того, що його мешканці славні вирощуванням свійської птиці.
Ґроно калини у золотому  полі - один із символів українського народу. Калина завжди була уособленням краси природи української землі. Золото символізує знатність, могутність та багатство”.

### Альтернативний герб
Через те, що офіційний герб селища складено на французькому щиті, який є основою російської геральдичної системи, в рамках проєкту "Донеччина в Гербах" було створено сучасний український герб.
В основі герба іспанський щит. Всі основні символи були збережені. Червоний перев'яз замінив срібний хвилястий тонкий перев'яз, що символізує річку Кривий Торець, на якій стоїть Бетманове. Срібний гусак із золотим дзьобом та лапами замінив собою качку задля кращої композиції, його значення не змінилося.
Герб вписано в декоративний картуш та увінчано золотою хлібною короною. Внизу - срібна стрічка із назвою гербоносія.

## Населення
За даними перепису 2001 року населення селища становило 913 осіб, із них 7,01 % зазначили рідною мову українську, 92,88 % — російську та 0,11 % — білоруську мову.